# Olśniak himalajski
Olśniak himalajski, monal (Lophophorus impejanus) – gatunek ptaka z rodziny kurowatych (Phasianidae). Jest symbolem Nepalu, gdzie znany jest pod nazwą danfe, a także indyjskiego stanu Uttarakhand.
Olśniaki himalajskie występują w Azji, od wschodniego Afganistanu przez Himalaje, w tym Kaszmir, północne Indie, Nepal, południowy Tybet i Bhutan. Nie wyróżnia się podgatunków.
Nazwa łacińska tego gatunku upamiętnia Lady Mary Impey, małżonkę prezesa brytyjskiego sądu najwyższego Bengalu, sir Elijaha Impeya.

## Morfologia
Wygląd
Dorosłe koguty są ubarwione metalicznie. Głowa w kolorze zielonym, grzbiet w kolorze niebiesko-zielonym, brzuch w kolorze ciemnozielonym, a ogon i boki szyi w kolorze miedzianym. Dorosłe koguty mają również długi, zielony grzebień. Dorosłe kury, jak w przypadku innych gatunków tej rodziny, upierzone są skromnie, w kolorach rdzawobrązowym, białym i czarnym. Grzebień kur jest krótszy niż w przypadku kogutów.
Wymiary
Olśniak himalajski jest ptakiem o długości ok. 70 cm. Waga kogutów to 1980–2380 g, a kur 1800–2150 g.

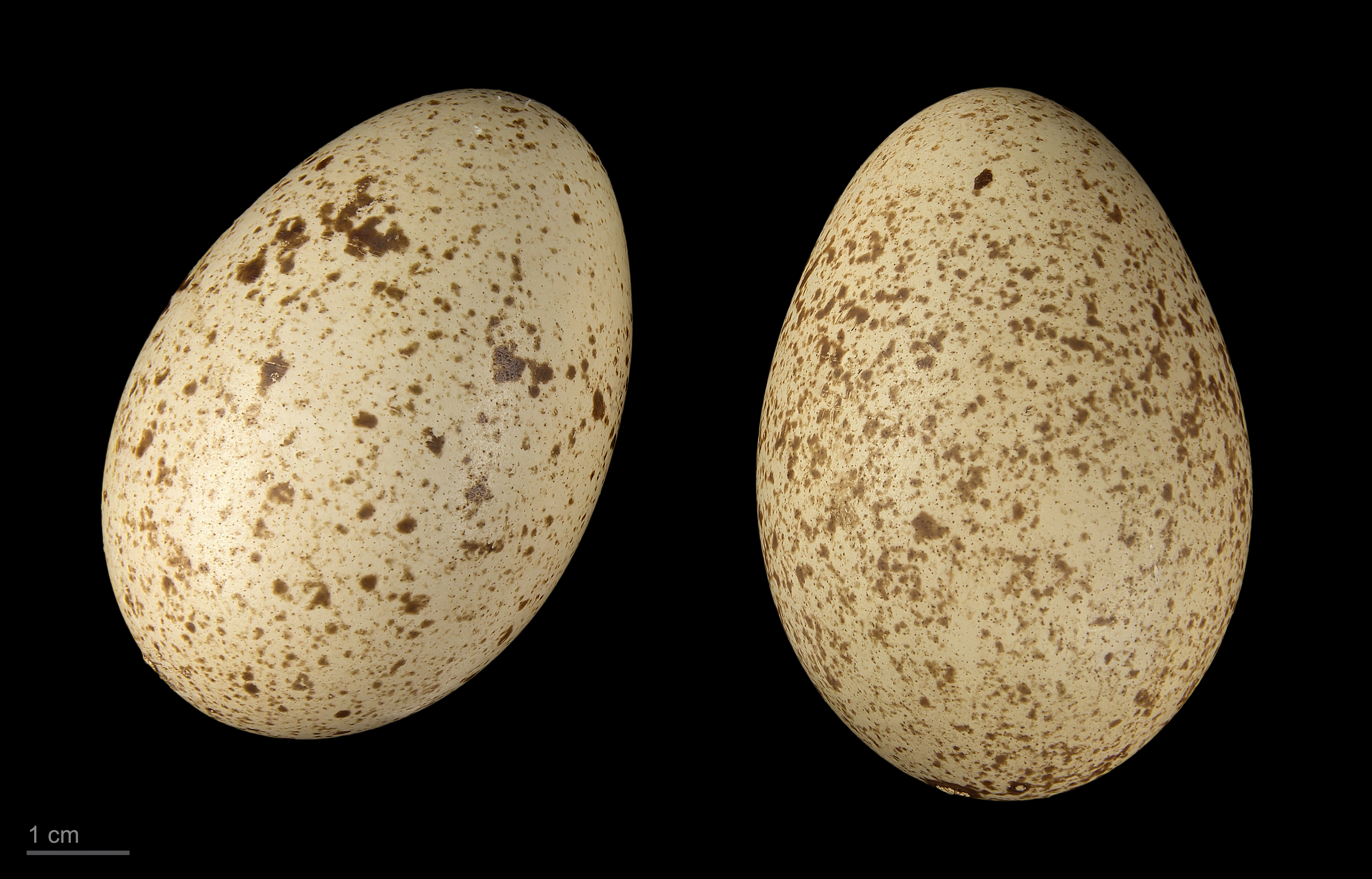
Jaja

## Ekologia i zachowanie
Biotop
Olśniaki himalajskie żyją na wysokości od 2400 do 4500 m, w obszarze lasów dębowo-jodłowych z otwartymi zboczami trawiastymi, klifami i łąkami, głównie w pasie wysokości 2700–3700 m. W zimie schodzą do wysokości 2000 m.
Pożywienie
Nasiona oraz bezkręgowce. W zimie kopie w śniegu w poszukiwaniu korzeni, bulw i innych części roślin.

## Status
Międzynarodowa Unia Ochrony Przyrody (IUCN) uznaje olśniaka himalajskiego za gatunek najmniejszej troski (LC – least concern) nieprzerwanie od 1988 roku. Całkowita liczebność populacji nie została oszacowana, ale uznaje się go za ptaka szeroko rozpowszechnionego i pospolitego w odpowiednich dla niego siedliskach w zasięgu występowania. Trend liczebności populacji jest spadkowy.